# 제2성전기
제2성전기는 유대인의 역사에서 예루살렘에 제2성전이 존재했던 기원전 516년에서 서기 70년까지의 시기를 말한다. 바리새파, 사두개파, 에세네파, 열심당, 그리고 초기 기독교가 이 시기에 형성되었다. 제2성전기는 제1차 유대-로마 전쟁과 로마의 예루살렘과 성전 파괴로 끝난다.
마지막 네비임(유대인 선지자)의 죽음 이후 여전히 페르시아의 지배 하에 있을 때, 유대인의 통치는 다섯명의 주곳(zugot, 짝)에 의해 이루어졌다. 주곳에 의한 통치체계는 페르시아 통치기(기원전 539 - 332년), 헬레니즘 통치기(기원전 332 - 167년), 그리고 독립 하스모니안 왕국(기원전 140-37년)과 로마 통치기(기원전 63-기원후 132년)까지 계속 번성하였다.
이 시기의 제2성전 유대교는 세개의 기로를 맞이하고 다양한 유대인 공동체들이 이에 서로 다른 대응 양상을 보여준다. 첫 번째 기로는 기원전 587/6년의 남유다 왕국의 멸망이다. 유대왕국의 사람들은 독립국으로서의 자유를 빼앗겼을 뿐 아니라, 제 1 성전과 거룩한 도시 역시 잃어버리고 바빌론 유수를 당하게 된다. 그들은 자연스럽게 자연, 힘, 신의 선함에 대한 신학적 고비를 맞이하게 되고, 이교도들 사이로 옮겨짐에 따라 문화, 종교, 의식적인 위협 역시 직면하게 된다. 게다가 유수 후기에는 주목할만한 선지자 역시 나타나지 않았기 때문에, 신의 인도와 지지가 가장 필요할 때에 하나님의 지도 역시 받지 못하게 된다. 두 번째 기로는 헬레니즘의 영향이다. 그 결과 기원전 167년에 마카베오의 반란이 일어나게 된다. 세 번째 기로는 기원전 63년에 있었던 폼페이우스 황제의 예루살렘 포위로 시작된 로마의 통치이다. 이 시기에 로마 원로원에 의해 헤로데 1세가 유대인의 왕으로 추대되고 유대의 헤로데 왕국이 수립되는데, 현재의 이스라엘, 팔레스타인 지역, 요르단, 레바논, 시리아가 여기에 포함된다.

## 제2성전의 건립

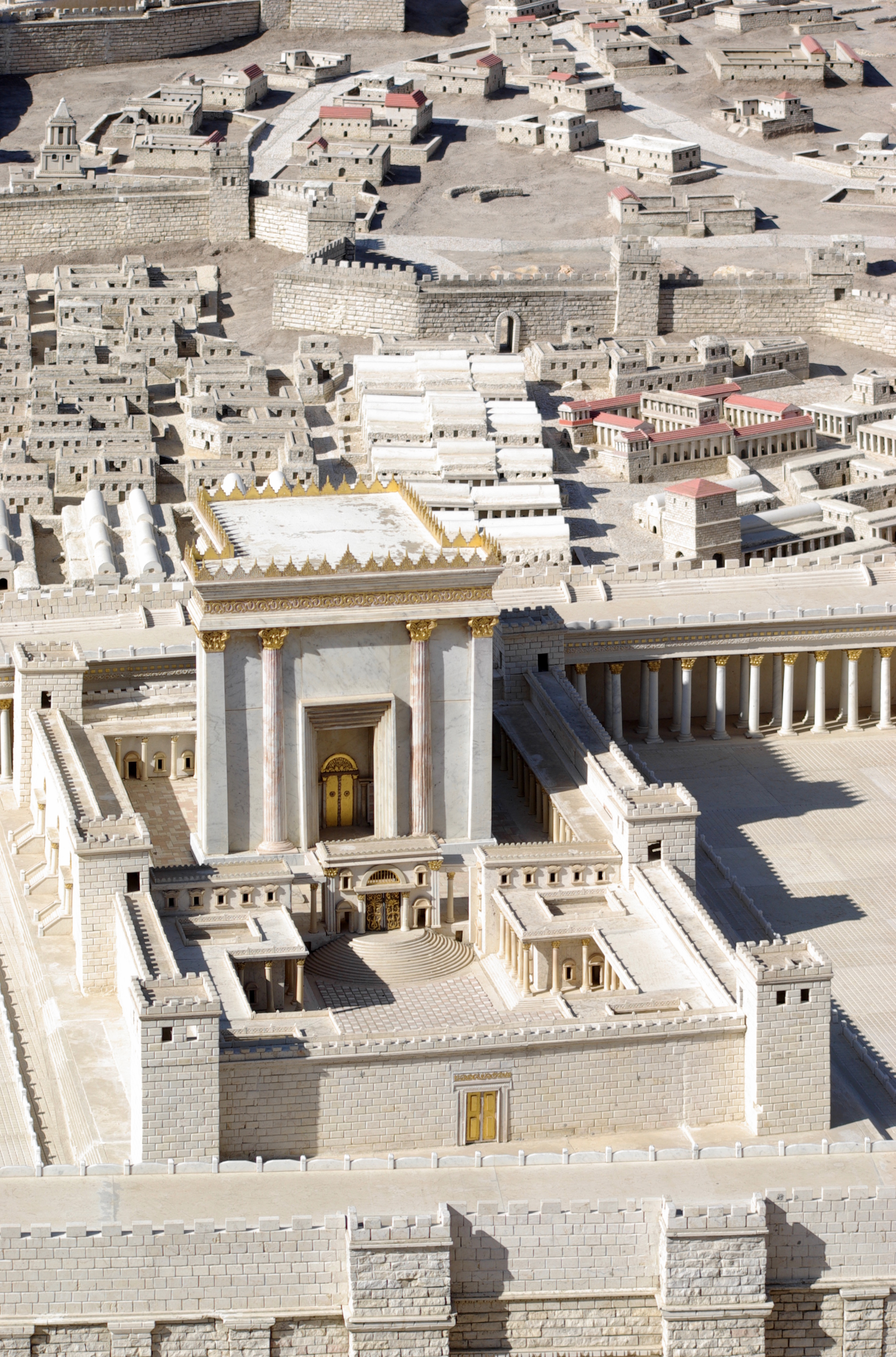
예루살렘 이스라엘 박물관에 있는 제2성전 모형.

제2성전의 수립은 페르시아의 승인과 지원 아래 마지막 세 선지자인 하깨, 즈카리야, 말라기의 시기에 건립되었다.
성경의 증언에 의하면, 바빌론 유수로부터 스룹바벨의 지도 하에 시온으로 귀환한 이후, 70년 전에 남유다 왕국의 멸망 이후 황폐해진 예후드 속주를 복원하려는 시도가 바로 이어졌다. 42,360명의 순례자들은 사개월 동안 유프라테스강으로부터 예루살렘으로의 끔찍한 여정을 마친 후 강한 종교적 동기로 도시를 복원하기 시작했는데, 파괴된 성전을 복원하고 코르바놋(korbanot)이라고도 불리는 희생 의식을 부활시키는 것 역시 우선적인 목표중 하나였다.
예후드 속주의 통치자인 스룹바벨은 일천 다릭과 함께 여러 선물을 보내어 관대한 모습을 드러내었는데, 이스라엘 민족은 강한 열망으로 이러한 선물들을 성지 복원에 사용하였다. 첫째로 그들은 하나님께 제물을 바치는 제단을 정확히 이전에 있던 위치에 다시 세우고 제사를 드린 후, 그 자리를 차지하고 있던 건물의 잿더미를 치웠다. 이듬해(기원전 535년) 2월, 강한 희열과 환호속에 제2성전의 기초가 놓였다. 구경꾼들의 복잡한 심경을 포함하여 많은 관심들이 이러한 운동에 집중되었다.
이스라엘의 수도에 거주하고 있던 사마리아인들 역시 이러한 운동에 동참하고자 하는 의지를 보였는데, 스룹바벨과 장로들은 오로지 유대인들의 힘으로만 건설되어야 한다는 입장을 고수하며 이러한 요청을 거절하였다. 곧이어 유대인들 사이에서 안좋은 소문이 퍼졌는데, 에즈라 4장 5절에 의하면 사마리아인들은 "성전을 지으려는 계획을 꺾고" 엑바타나와 수사에 사절을 보내 성전의 건축을 중단시킨 것으로 간주되었다..

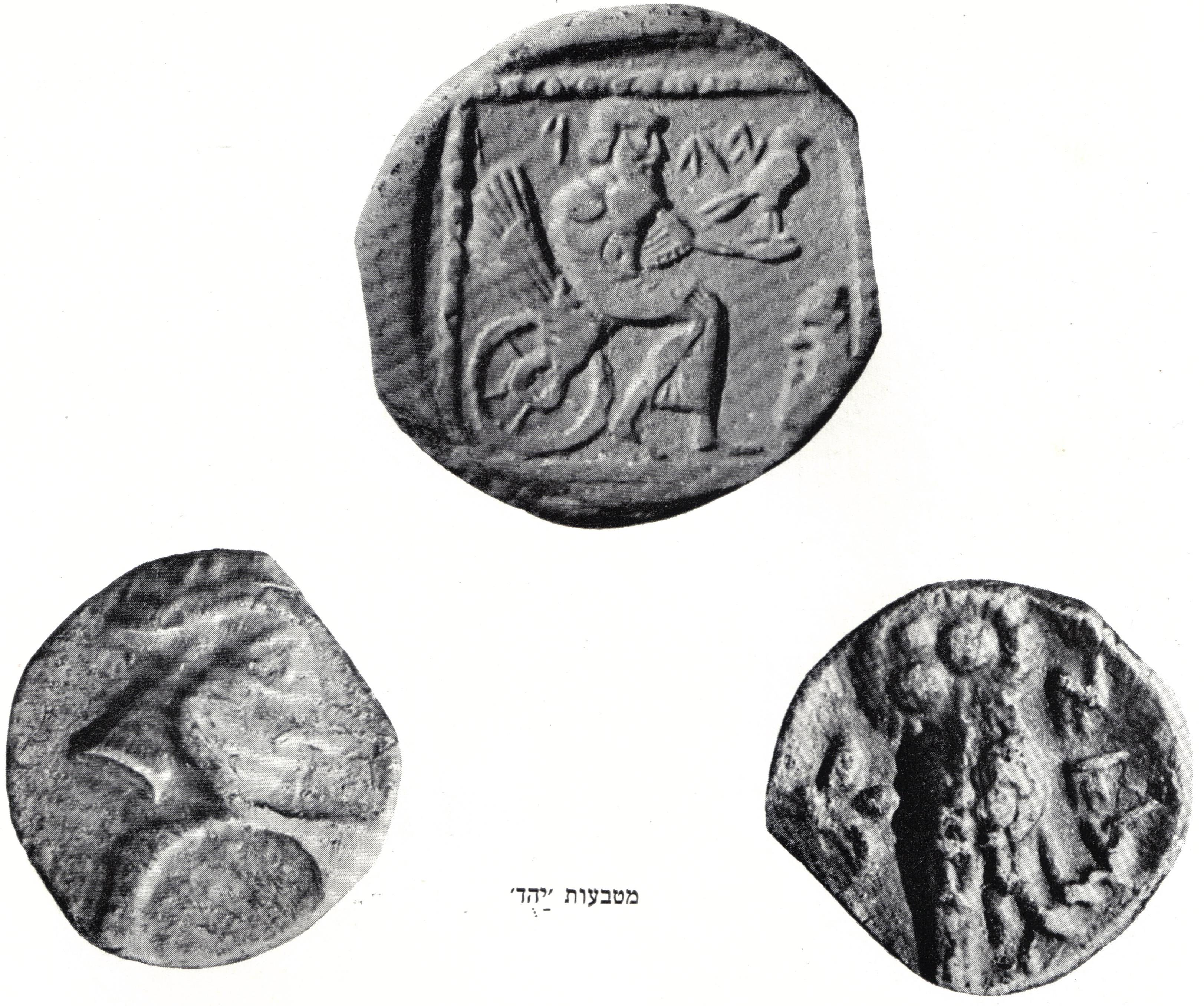
페르시아 지배기동안 유대 지역에서 발행된 예후드 동전

7년 후, 유대인들로 하여금 시온으로 귀환케 하여 성전을 짓도록 허락한 왕인 키루스 2세(고레스)가 사망하고 그 아들 캄비세스 2세가 즉위한다. 캄비세스가 사망한 뒤 가짜 스메르디스가 왕권을 7~8개월정도 잡은 뒤, 기원전 522년 다리우스 1세(다리오)가 즉위하게 된다. 다리우스 1세 즉위 2년, 성전 건설이 재개되고 완료되기까지 하깨와 즈가리야의 지도 하에 진행되어 유수 후 20년 되는 해인 기원전 516년 정결작업을 위한 모든 준비가 끝난다. 비록 유대인들이 독립을 얻지는 못했지만, 다리우스 황제 제육년 아달월 3일, 모든 민족의 기쁨 속에 성전의 건설이 끝을 맺는다. 하깨서는 제2성전이 첫번째 성전보다 더욱 영화로울 것이라는 예언을 남긴다.

## 헬레니즘 통치기
기원전 332년, 페르시아는 알렉산더 대왕에게 패배한다. 알렉산더의 붕어 이후 그의 장군들에 의해 영토가 분할될 때, 셀레우코스 제국이 세워진다.
이 시기에 유대교는 기원전 3세기경부터 꽃을 피우기 시작한 헬레니즘 철학의 영향을 받게 되는데, 알렉산드리아의 유대인 디아스포라는 칠십인역 성경을 집필하며 헬레니즘 유대교의 정점을 찍는다. 헬레니즘 유대교의 대표적인 옹호자로는 필론이 있다.

## 하스모니안 왕조
헬레니즘 유대인들과 정통 유대인들 사이의 반목은 셀레우코스 제국의 안티오코스 4세 에피파네스 황제로 하여금 유대교의 전통적 종교의식을 금지하는 법령을 포고하게 하는데 이른다. 이에 따라 정통 유대인들은 마카베오로 대표되는 하스모니안 가문의 지도 하에 반기를 들고, 결국 하스모니안 왕조 하의 독립 유다 왕국을 수립하는데 이르른다. 이 왕국은 기원전 165년부터 37년까지 지속되었는데, 결국 살로메 알렉산드라의 두 아들인 힐카누스 2세와 아리스토불루스 2세의 반목과 내분으로 망조를 띄게 된다. 신정에 염증을 느낀 사람들은 로마에게 이러한 상황에 개입해줄 것을 요청했는데, 로마는 폼페이우스의 지휘 아래 시리아를 정복한 뒤 이 내전에 개입한다. 그러나 하스모니안 내부의 친 파르티아파가 파르티아의 지원을 받아오고, 헤로데 1세가 유대 속주의 왕으로서 로마에 복속되기 전까지 파르티아계열의 왕이 군림한다.

## 헤로데 왕조
헤로데 1세는 로마의 종속국으로서의 유대 지역의 지배자로, 이 시기를 헤로데 왕국이라 한다. 로마의 충성스런 동맹으로서 헤로데는 아라비아까지 통지권을 확장시켰고 유대에 대규모 건설 사업을 시행하였는데, 예루살렘의 제2성전의 확장이 바로 이 때 이루어진 것이다. 헤로데 1세는 왕국을 성장시키고 번영을 가져왔다. 이스라엘의 관광객들은 대부분 통곡의 벽과 다윗의 탑을 방문하는데, 이 건축물들 역시 이 때 세워진 것이다.
기원전 4년 헤로데의 죽음 이후 왕국은 그의 세 아들들에 의해 나뉘어 사두정 체제에 들어선다. 사두정의 핵심은 헤로데 아르켈라오스로, 에돔과 사마리아 지역 역시 그의 통치를 받았다. 헤로데의 죽음은 높은 세율과 헤로데의 소비에 불만을 가지던 사람들의 쌓인 분노를 폭발시키는 원인이 된다. 그의 죽음에 따라 일자리를 제공해주던 대규모 건설 프로젝트 역시 중지되어 많은 사람이 일자리를 잃는다. 이와 같이 쌓인 분노는 결국 제1차 유대-로마 전쟁의 원인이 된다.
서기 6년, 왕국은 불안에 휩싸이게 되고, 헤로데 왕은 로마가 유대를 속주화하면서 물러나게 된다. 헤로데 2세는 서기 34년에 사망하기까지 이두래아와 트라코니티스를 통치하고, 할키스의 영주였던 헤로데 아그리파 1세는 영토를 그의 형제 헤로데에게 양위하고 헤로데 2세의 영토를 물려받아 분봉왕(分封王, tetrarch)으로 통차한다. 헤로데 안티파스가 39년에 죽으면서 아그리파는 갈릴래아 또한 다스리게 되는데, 서기 41년 클라우디우스 황제에 의해 유대 총독이었던 마룰루스의 자리를 이어받게 된다.
예수 그리스도는 기원전 4년경에 헤로데 1세(해롯 대왕)의 통치시기에 유대 갈릴래아 지방의 베들레헴에서 태어났다. 따라서 기독교는 유대사적 관점에서 제2성전기에 시작된 종교인 것이다.

## 로마 통치기
로마 속주로써의 프로빈키아 유다이아는 하스모니안 왕조의 영토와 헤로데 왕조를 모두 포함한다. 서기 6년에 수립되어 퀴리노의 인구조사를 하고, 135년 이후에는 시리아 팔레스티나에 병합된다.

## 같이 보기
- 로마 제국의 유대사
- 제2성전 유대교